# Henitchesk
Guenitchesk
Henitchesk (en ukrainien : Генічеськ) ou Guenitchesk (en russe : Геническ) est une ville et un port de l'oblast de Kherson, en Ukraine, et le centre administratif du raïon de Henitchesk. Sa population s'élevait à 19 253 habitants en 2021.

## Géographie
Henitchesk se trouve sur la rive occidentale de la mer d'Azov, en face de la flèche d'Arabat, qui sépare la mer de Syvach de la mer d'Azov et possède son port. Le détroit de Henitchesk, qui relie la mer de Syvach à la mer d'Azov, est franchi par un pont. Henitchesk est située à 177 km au sud-est de Kherson et l'entrée du parc national d'Azov-Syvach.

## Histoire
De 1784 à 1837, la ville s'est appelée Guenitch (en russe : Генич) ou Henitch (en ukrainien : Геніч). Elle reçut le statut de ville en 1938.
Le 24 février 2022, la ville est prise par les forces armées de la fédération de Russie dans le cadre de leur invasion de l'Ukraine. Après le retrait russe de la ville de Kherson, Alexandre Fomine (en) déclare le 12 novembre que la capitale provisoire de la région sera Henitchesk.

### En images

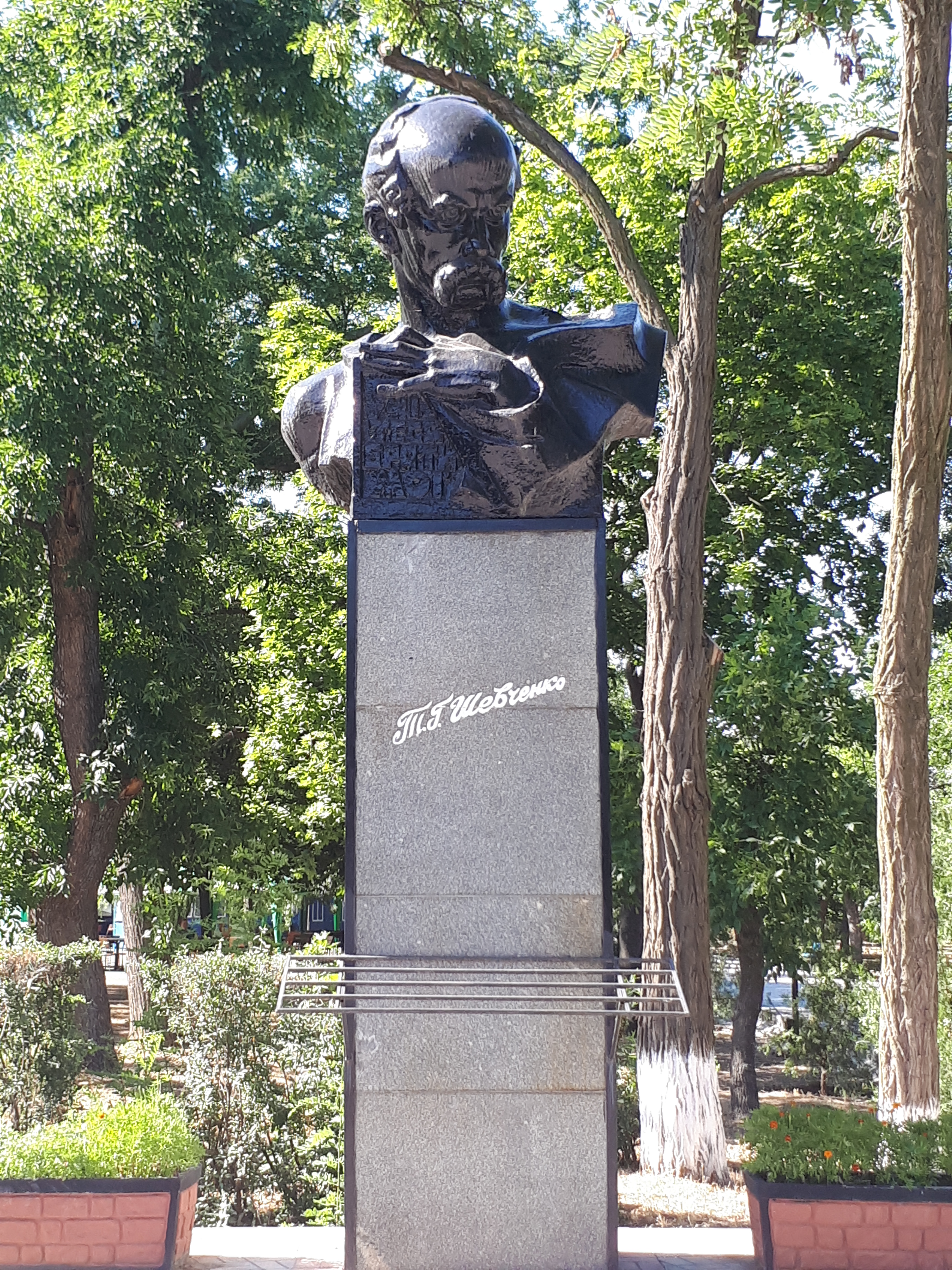
Buste de Taras Chevtchenko classé[3],
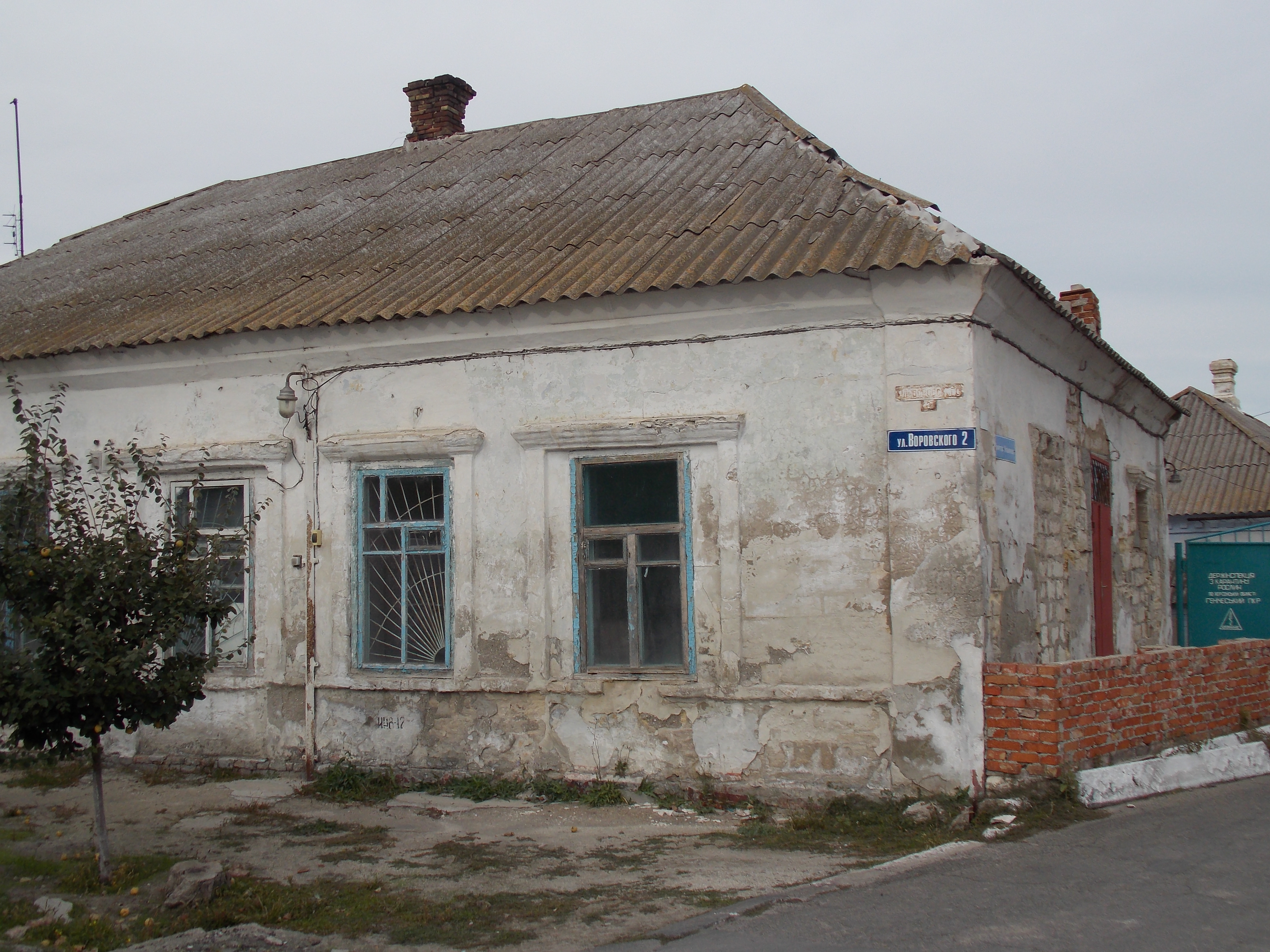
la maison de Dimitry Oulianov, classée[4],
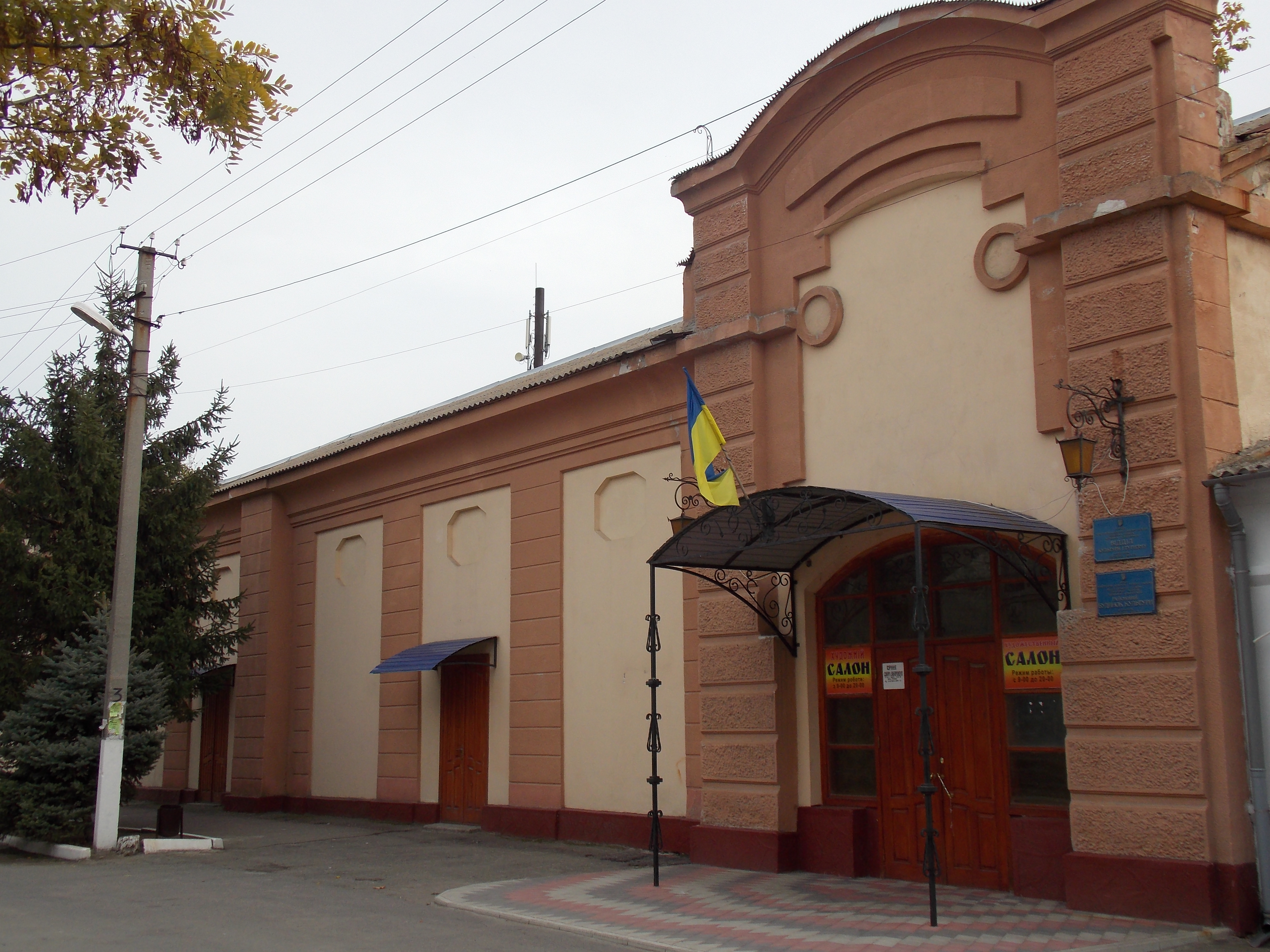
la maison de la culture, classée[5],
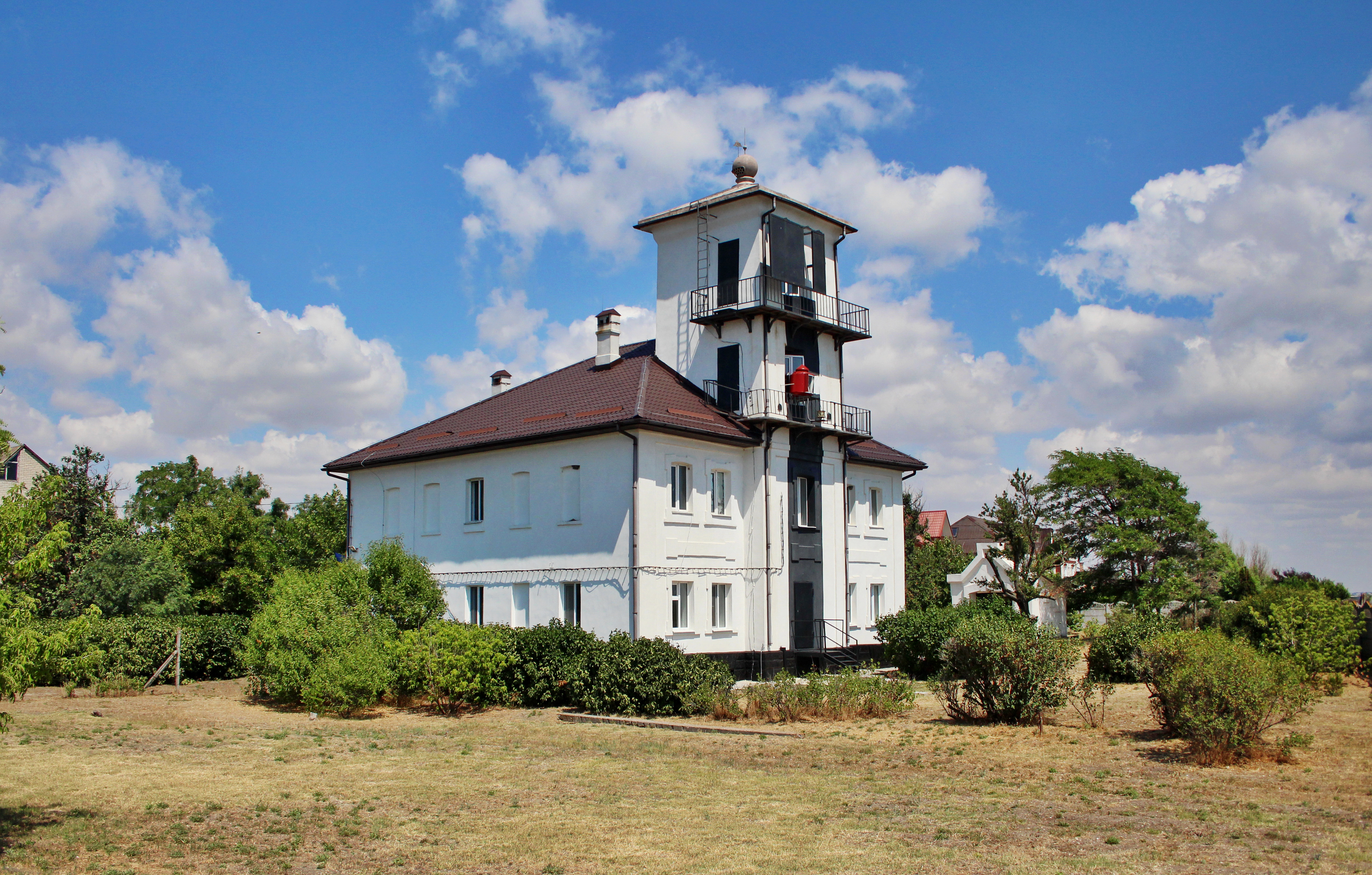
le phare classé[6],

## Population
Recensements ou estimations de la population :
| 1923* | 1926* | 1939*  | 1959*  | 1970*  | 1979*  | 1989*  |
| ----- | ----- | ------ | ------ | ------ | ------ | ------ |
| 8 615 | 9 931 | 16 027 | 14 420 | 20 031 | 21 990 | 23 289 |

| 2001*  | 2010   | 2011   | 2012   | 2013   | 2014   | 2015   |
| ------ | ------ | ------ | ------ | ------ | ------ | ------ |
| 21 793 | 20 520 | 20 487 | 20 466 | 20 353 | 20 132 | 20 049 |

| 2016   | 2017   | 2018   | 2019   | 2020   | 2021   | - |
| ------ | ------ | ------ | ------ | ------ | ------ | - |
| 19 983 | 19 869 | 19 670 | 19 501 | 19 424 | 19 253 | - |

### Liens connexes
- Vitali Skakoune
- (2093) Guenitchesk, astéroïde